# Baldegg LU

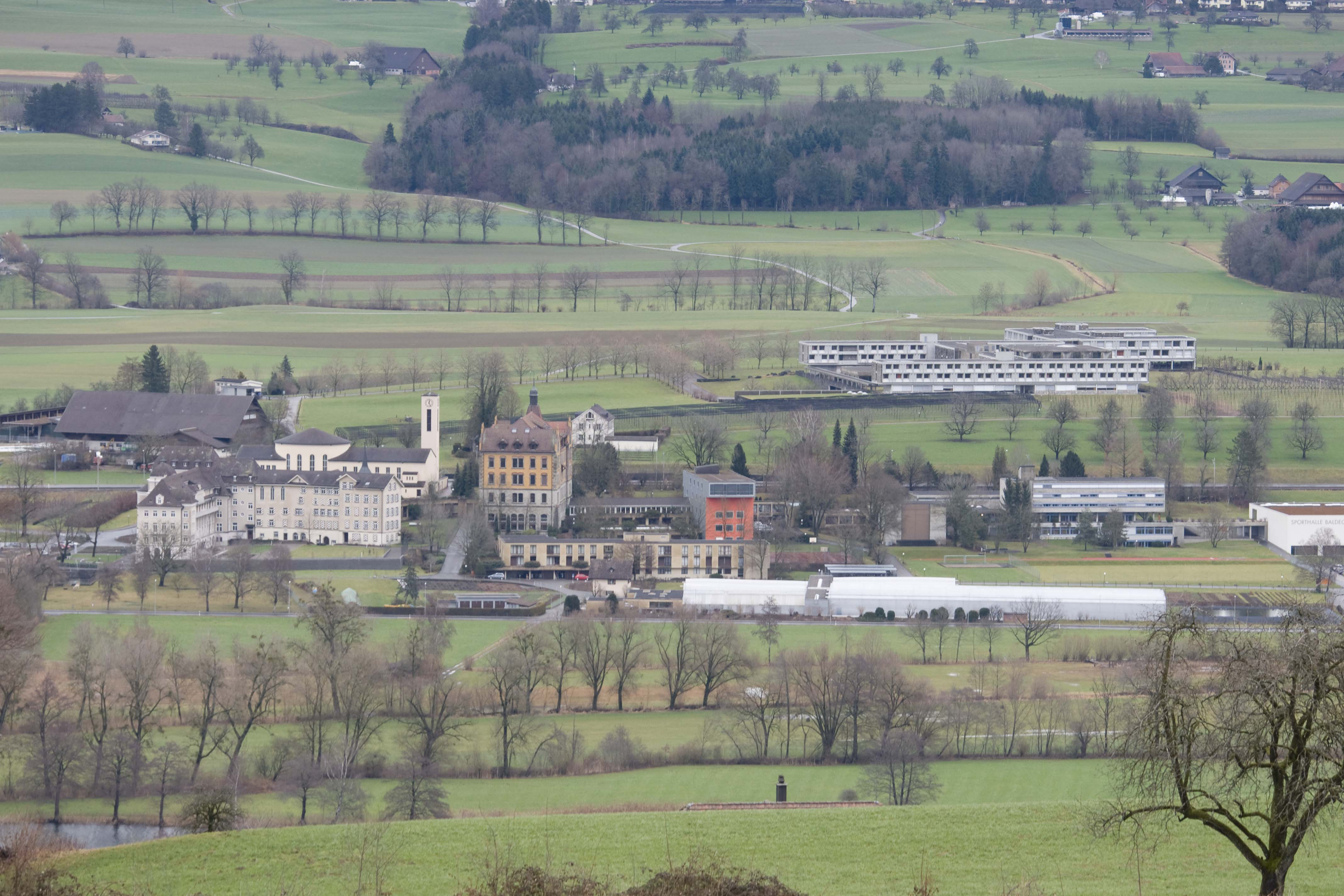
Dorf mit Schloss und Kloster

Das Dorf Baldegg ist ein Ortsteil der Gemeinde Hochdorf im Schweizer Kanton Luzern. Es liegt zwei Kilometer vom Zentrum von Hochdorf entfernt auf 469 m ü. M. und wird vom Stägbach durchflossen.

## Geschichte
Baldegg wurde 1236 als Baldecke erwähnt. Vermutlich seit dem 12. Jahrhundert befand sich hier der Stammsitz der Herren von Baldegg, bis 1236 als Herren vom See (de lacu/de Se) genannt. 1327 wurde bei der Stiftung einer Kapelle eine untere (jüngere, am See) und obere (ältere, Wohnturm zu Hünenberg) Burg erwähnt.
Um 1386 bewohnte Rudolf von Hünenberg die obere Burg, weshalb sie im Sempacherkrieg wahrscheinlich beschädigt wurde. Die Herren von Wildegg besassen von 1400 bis 1491 die Herrschaft Baldegg, die einen Twing, einige Höfe und einen Teil des Baldeggersees umfasste. Der Twing Baldegg bildete in der Helvetik eine eigene Munizipalität und wurde später eine Korporation. Baldegg hatte mit Ferren und Kleinwangen in der Gemeinde Hohenrain gemeinsame Zelgen.
Die mit einer Kaplanei versehene Kapelle St. Jost wurde vor 1511 verlegt. Nach zahlreichen patrizischen und adeligen Besitzern kam das Schloss Baldegg 1630 in den Besitz von Laurenz Meyer, der ab 1633 den Namen Mayr von Baldegg annahm. Die Patrizier Anderallmend verkauften es 1806 an bäuerliche Inhaber, von denen es 1830 an Kaplan Josef Leonz Blum von Hochdorf zur Gründung des Schwesternhauses überging. Im gleichen Jahr entstand im Schloss unter seiner Leitung die religiöse «Genossenschaft armer Mägde bei St. Jost zu Baldegg» und spätere Ordensgemeinschaft der Baldegger Schwestern, um junge Frauen vom Land zu unterrichten, Lehrerinnen für Mädchenschulen auszubilden und Schwestern zu befähigen, Armen- und Waisenhäuser zu führen. Während des Sonderbundskriegs von 1847 mussten die Frauen dreimal die Schule schliessen und das Kloster Baldegg verlassen, weil man sie verdächtigte, mit dem umstrittenen Jesuitenorden in Verbindung zu stehen. 1880 hatte Baldegg 200 und 1900 246 Einwohner, dazu kamen 398 Bewohner im Institut und Kloster.

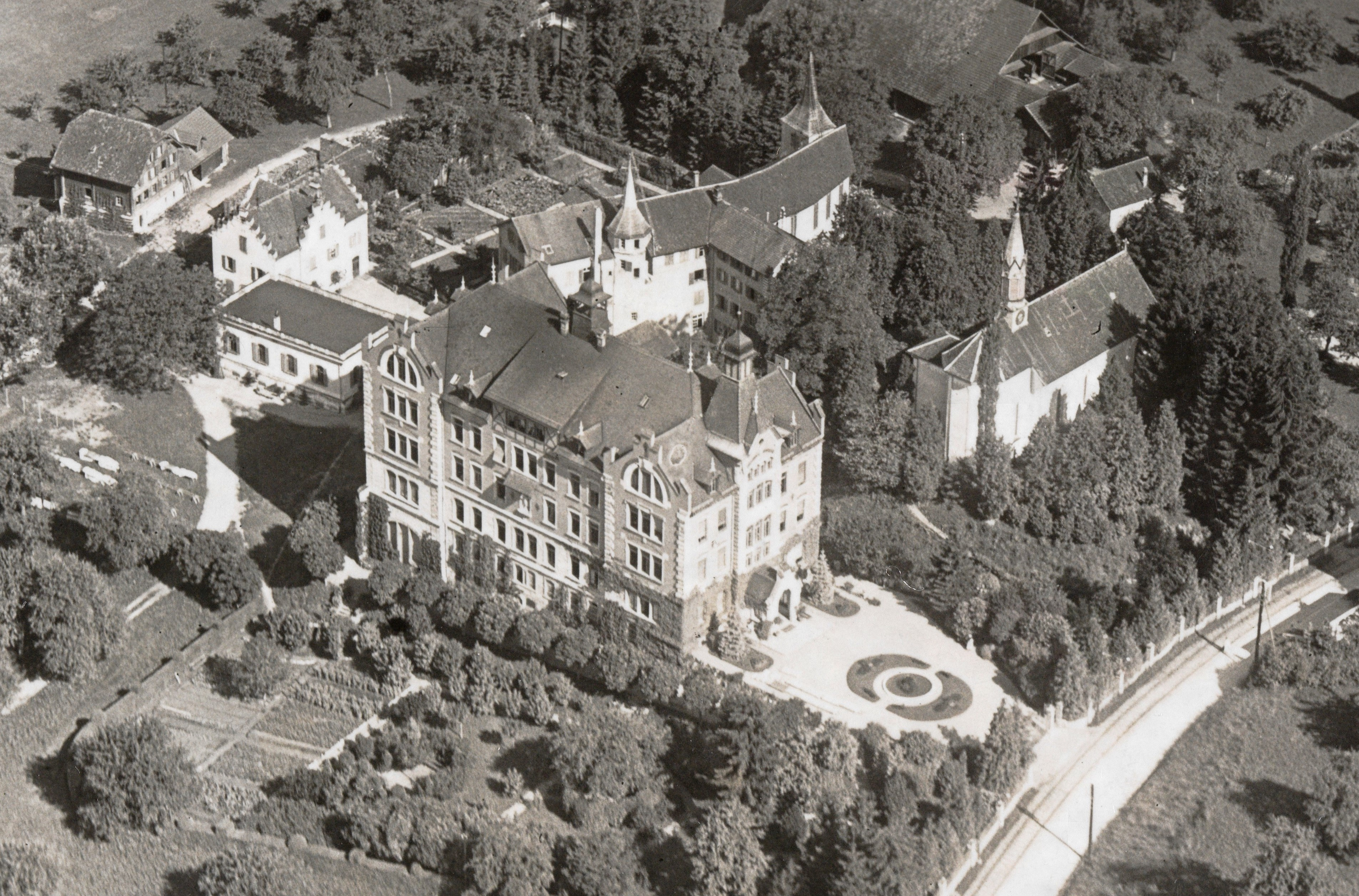
Schloss und Kloster, Walter Mittelholzer 1927

Die obere Burg wurde 1865 mit dem gut erhaltenen Bergfried und der Kapelle abgebrochen. Anfang des 20. Jahrhunderts vervierfachte sich die Zahl der Schwestern, weshalb das Kloster ausgebaut werden musste. Von der unteren Burg wurden 1928 Teile abgebrochen. 1837 wurde die alte gotische Kirche abgerissen und mit dem Bau der heutigen Institutskirche begonnen. Das alte Schloss ist heute durch den Institutsausbau stark verändert.

## Persönlichkeiten
- Alphons Mayr von Baldegg